# José Vande Walle
José (Jos) Vande Walle (Tielt, 27 mei 1946) is een Belgisch politicus van CVP en daarna CD&V.

## Levensloop
Vande Walle werd directeur van een revalidatiecentrum. Hij was voorzitter van de UNIZO-afdeling en de CVP-afdeling van Izegem. In 2016 werd hij voorzitter van de CD&V-afdeling van Izegem.
Hij is gemeenteraadslid van Izegem geweest en van 2001 tot 2002 was hij lid van de Kamer van volksvertegenwoordigers ter vervanging van Stefaan De Clerck. Als Kamerlid was hij onder meer van de euthanasiecommissie.